# 梁从新
梁从新，苗族，湖南省湘西自治州吉首市人，少数民族民权活动人士。曾组织2008年“湘西非法集资案”的示威游行活动。
2012年被以“寻衅滋事罪”被非法关押在常德市监狱，期间遭受到非人的酷刑折磨。2016年底再次被公安关押在永顺县精神病医院，期间禁止直系亲属探视。其子梁浩在2008年参与示威活动之后就已失踪至今。